# Скурч (гмина)
Скурч (пол. Skórcz) — сельская гмина (волость) в Польше, входит как административная единица в Старогардский повет, Поморское воеводство. Население — 4536 человек (на 2004 год).

## Демография
| Перепись                       | Всего   | Всего | Женщины | Женщины | Мужчины | Мужчины |
| ------------------------------ | ------- | ----- | ------- | ------- | ------- | ------- |
| Единицы                        | человек | %     | человек | %       | человек | %       |
| Население                      | 4536    | 100   | 2244    | 49,5    | 2292    | 50,5    |
| Плотность населения (чел./км²) | 46,9    | 46,9  | 23,2    | 23,2    | 23,7    | 23,7    |

## Соседние гмины
1. Гмина Бобово
2. Гмина Любихово
3. Гмина Можещын
4. Гмина Осек
5. Скурч
6. Гмина Сментово-Граничне